# 薛奎
薛奎（967年—1034年），字宿藝，一字伯藝。

## 生平
宋太宗淳化三年（992年）進士。授書省校書郎，後任隰州軍事推官，破獲一宗隰州百姓因聚赌被強盜搶劫殺人案，莊家的衣服有血跡，被誤以為是殺人兇手，後來經薛奎平反。歷官莆田（今福建省）知縣、益州（今四川省）知州、通判、員外郎等，天禧五年（1021年）以戶部郎中直昭文館，知延州。天聖六年（1028年），官龍圖閣學士等，天聖七年（1029年），官至參知政事。遷給事中、禮部侍郎。明道二年（1033年）罷判尚書都省。景祐元年卒。

## 身后
死後，諡簡肅。

## 著作
著有《薛簡肅公文集》四十卷。

## 家族
有子薛直儒，早卒，以其弟薛塾之子仲儒為嗣。有五女，四女嫁歐陽修，三女與五女先後嫁狀元王拱辰。

## 延伸阅读
[在维基数据编辑]
 《宋史/卷286》，出自脱脱《宋史》